# Mackroy Peixote
Mackroy Peixote (sinh ngày 11 tháng 5 năm 1990) là một cầu thủ bóng đá người Ấn Độ hiện tại thi đấu cho Laxmi Prasad ở Goa Professional League.

## Sự nghiệp

### Sporting Clube de Goa
Vào tháng 6 năm 2011 Mackroy ký hợp đồng với Sporting Clube de Goa ở I-League. Sau đó anh ra mắt cho Sporting Goa ngày 23 tháng 10 năm 2011 trước Prayag United ở I-League.

### Laxmi Prasad và Goa
Vào tháng 9 năm 2014 có thông tin tiết lộ rằng Peixote đang thi đấu ở Goa Professional League với Laxmi Prasad. Anh cũng thi đấu cho câu lạc bộ vào tháng 10 ở Durand Cup.
Năm 2015, anh là một phần của Goa tham dự Santosh Trophy.